# Hét Domb Filmfesztivál
A Hét Domb Filmfesztivál (rövidítve: HDFF) a magyarországi és a határon túli profi és amatőr filmesek alkotásainak versenyeztetésére és a magyar filmgyártás maradandó kulturális értékeinek bemutatására 2017-ben létrehozott rendezvény. A versenyprogram két szekcióból áll: diák (10–18 évesek) és felnőtt.
A fesztivál igazgatója Magyar Ferenc.

## Története
A fesztivál ötlete Magyar Ferenc filmrendező-operatőrtől, a Komló és Térsége Televízió főszerkesztőjétől származik. A Hét Domb nevet Komló város jellegzetes hét dombjáról kapta. Az esemény a térség kulturális életének föllendítésében is szerepet kapott – a szintén itt rendezett Kodály Zoltán Nemzetközi Gyermekkórus Fesztivál és a Komlói Amatőr Színházi Találkozó mellett. A magyarországi és határon túli, profi és amatőr filmalkotások versenyeztetésére létrehozott rendezvény célja, hogy megismertesse a magyar filmgyártás maradandó kulturális értékeit a közönséggel. A komlói fesztivál programjai regisztrációt követően térítésmentesen látogathatók. E mellett az alkotók – a szakmai megmérettetésen túl – közönségtalálkozókon, vitafórumokon és a zsűri tagjaival értékelő megbeszéléseken is részt vehetnek.

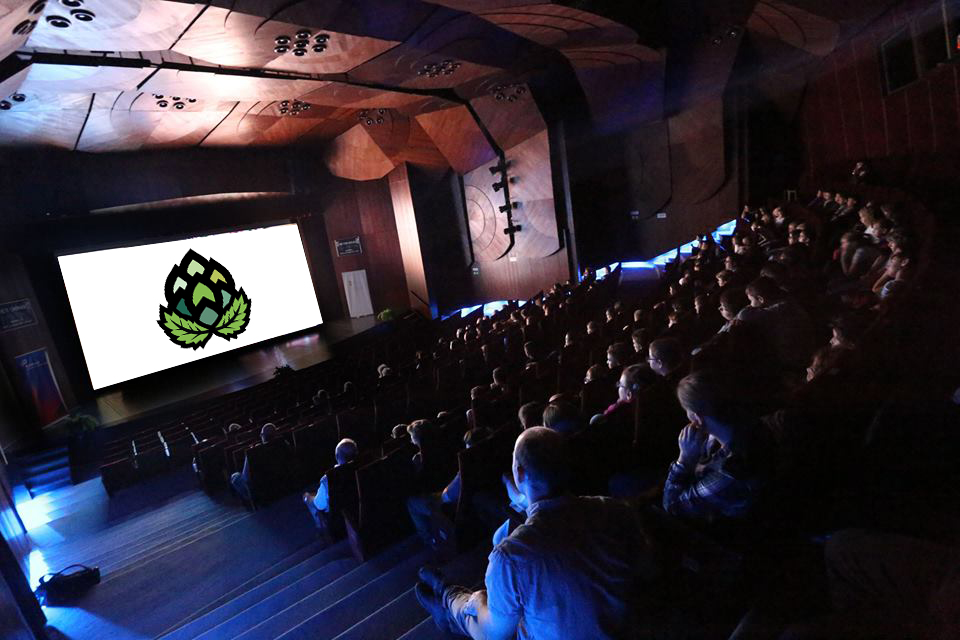
Filmvetítés a Hét Domb Filmfesztivál alatt, a Komlói Színház- és Hangversenyteremben.

A fesztivál fő helyszíne a Komlói Színház- és Hangversenyterem.
A 2017. szeptember 18–24-e között tartott I. Hét Domb Filmfesztivál egyhetes seregszemléjére 151 alkotást nyújtottak be a filmesek, amik közül 60 került a felnőttek versenyprogramjába. A szekció zsűrielnöke Sára Sándor Kossuth-díjas operatőr, a zsűri két tagja pedig Rófusz Ferenc Oscar-díjas filmrendező, valamint Ternovszky Béla rajzfilmrendező-grafikus voltak, míg a diák szekcióban Dr. Gyenes Zsolt a Kaposvári Egyetem Művészeti Karának docense, Kis-Marics Tamás a komlói Gagarin Általános Iskola pedagógus-igazgatóhelyettese és Odrobina Tamás képzőművész tanár, fotográfus értékelte az alkotásokat. A fesztivált az Emberi Erőforrások Minisztériuma 11 millió forinttal, a komlói önkormányzat pedig további 2 millió forinttal támogatta. Fővédnöke Hoppál Péter, a térség országgyűlési képviselője, védnöke pedig Polics József, Komló polgármestere volt.

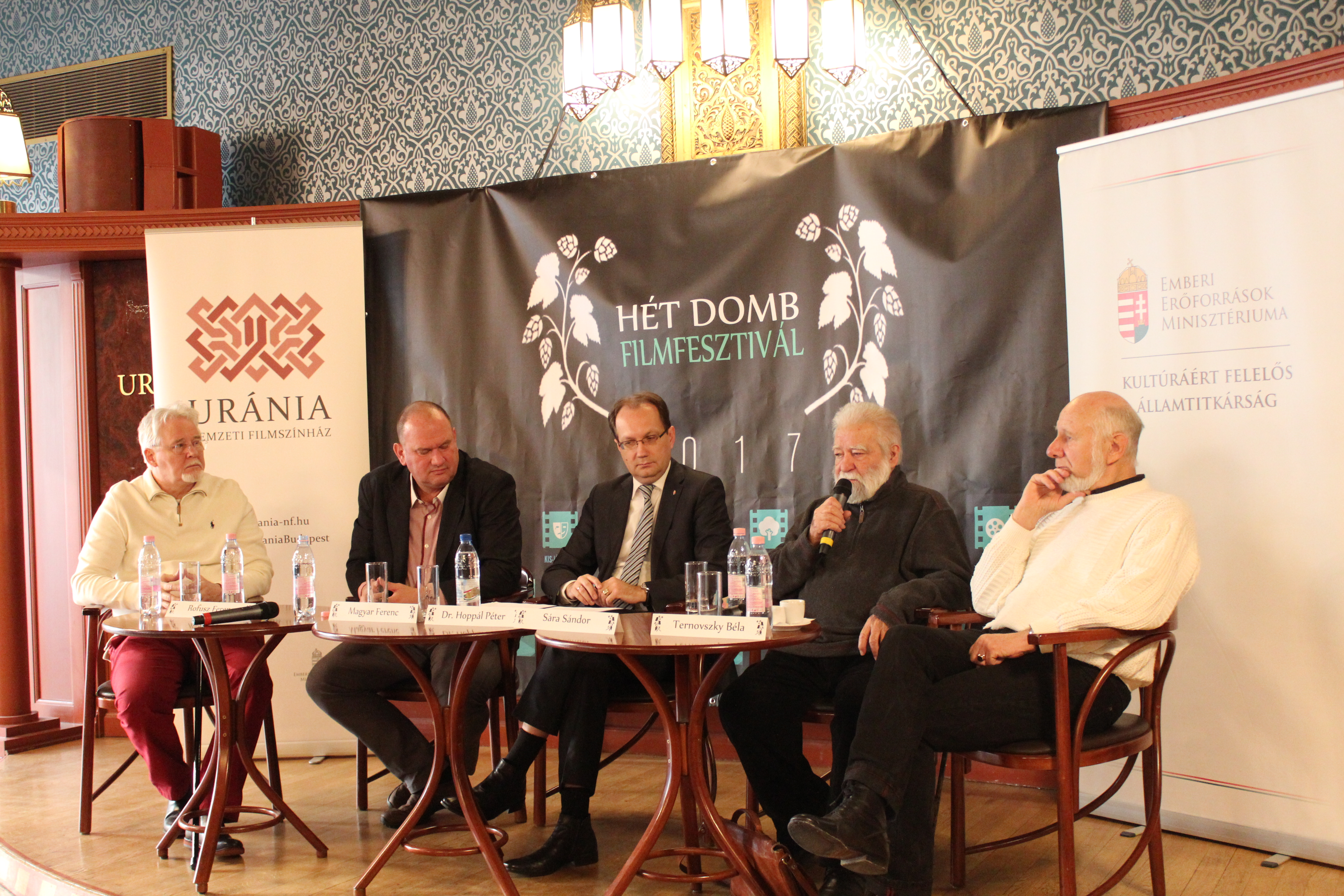
2017 januári sajtótájékoztató az Uránia Filmszínház Kávézóban
(Rofusz Ferenc, Magyar Ferenc, Dr. Hoppál Péter, Sára Sándor, Ternovszky Béla)

2018-ban a II. Hét Domb Filmfesztivál szeptember 3–9 között zajlott. Az eseményre nevezett 191 filmből 58 alkotást válogattak be a versenyprogramba. Az előzsűrizésben Danileszk Rita, Major Zoltán filmesztéták és Karagity István szerkesztő-filmrendező vettek részt. A döntős filmek zsűrijét Rófusz Ferenc elnökletével Koltai Róbert színész és Halmy György rendező-forgatókönyvíró-producer alkotta. A fesztivál fővédnökei Fekete Péter kultúráért felelős államtitkár és Hoppál Péter voltak.
2019-ben a III. Hét Domb Filmfesztivált szeptember 9–14 között rendezték meg. A fesztivál főtámogatói Komló Város Önkormányzata, az EMMI Kultúráért Felelős Államtitkársága és a Nemzeti Média- és Hírközlési Hatóság Médiatanács Magyar Média Mecenatúra programja voltak. Fővédnökei ugyanazok maradtak.
A IV. Hét Domb Filmfesztivál 2020. október 5–11. között, a pandémia miatt online. Összesen 125 filmet neveztek, melyekből kategóriánként a legjobb 10 alkotás került a döntőbe – amik október 4-ig a rendezvény honlapján láthatók voltak. Az online felületen a nézők is voksolhattak, így a legtöbb szavazatot elérő alkotás lett a Hét Domb Filmfesztivál első közönségdíjasa. A hat felnőtt és egy diák kategóriában összesen 21 díjat osztottak ki. A nehéz helyzet ellenére Komló Város a Komló Összeköt Egyesület támogatásának köszönhetően a fesztivál 500 ezer forintos fődíjat is biztosítani tudta. Kiemelt rendezvényként a fesztivál megvalósítását az Emberi Erőforrások Minisztériumának pályázata is segítette, a 200 ezer forintos közönségdíjat pedig a Hauni Hungária Gépgyártó Kft. támogatta. Zárásaként az 1969-ben készült A Pál utcai fiúk digitálisan felújított változatát vetítették online a közönségnek.
2021-ben az esemény a szakmai rendezvényekre az államhoz benyújtott pályázatát indoklás nélkül elutasították (a keretösszeg is csökkent), illetve a hátterét biztosító Baranya Televízió Kft. is beszüntette a tevékenységét (nem kapott támogatást a működéséhez sem a várostól, sem pedig az államtól), így Magyar Ferenc fesztiváligazgató a szeptember 6–12. közé tervezett V. Hét Domb Filmfesztivál elmaradása mellett döntött.

## A verseny menete
Minden évben a meghatározott határidőre beérkezett magyarországi vagy határon túli profi és amatőr filmes alkotások közül kategóriánként, a felnőtt szekcióban – előzsűrizést követően – legfeljebb tíz kerül zsűrizésre. Minden kategóriákban az első, a második és a harmadik helyezett a felnőtt szekcióban pénz-, a diák szekcióban a pénzjutalom értékének megfelelő tárgyjutalma mellett Hét Domb Filmfesztivál-plakettet és oklevelet kap.
A Hét Domb Filmfesztivál fődíja az első három évben ugyanúgy 1 millió forint volt, melyet – tekintet nélkül a kategóriára – a legtöbb pontot kapott film alkotója vehet át. A fődíj és a kategória első helyezés 2018-tól nem nyerhető el együttesen.
A verseny eredményhirdetésére és a díjak átadására ünnepélyes gálaestén kerül sor a programsorozat utolsó napjaiban.

### Kategóriák

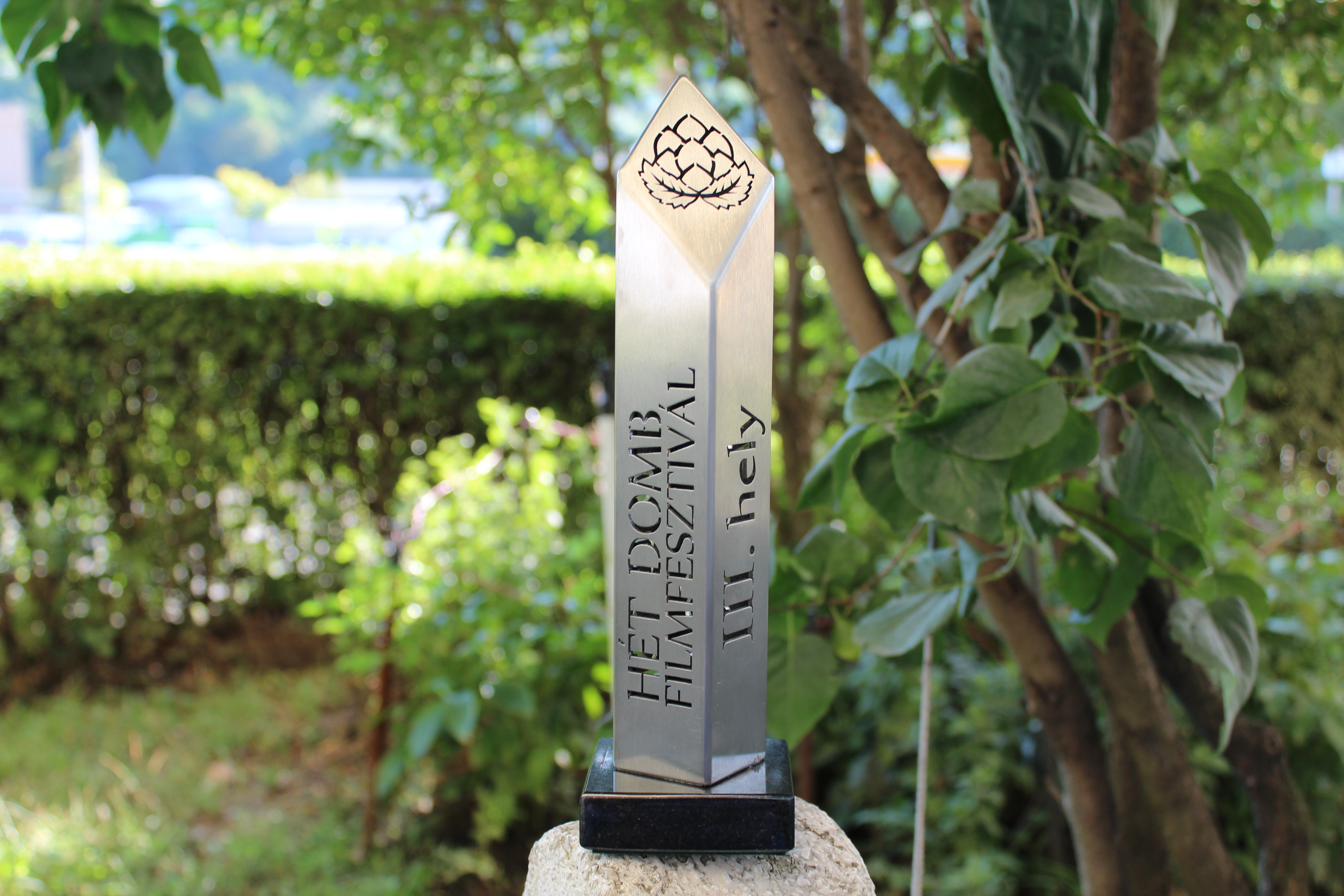
A Hét Domb Filmfesztivál III. helyezéséért járó díj

Amatőr és profi alkotások is versenyeznek a versenyprogramban.
A felnőtt szekcióban 6 kategóriát alakítottak ki: kisjátékfilmek (max. 35 perc), dokumentumfilmek (max. 50 perc), ismeretterjesztő és természetfilmek (max. 55 perc), animációs filmek (max. 30 perc), egyéb (olyan rövidfilmek, klipek, reklámok, trailerek, amik hossza a max. 5 perc), valamint az első évben nemzetközi (max. 35 perc) a második évtől a nagyjátékfilmek (min. 60 perc) kategóriájában mérettethetik meg magukat a filmek és filmesek.
A diák szekció alkotói kizárólag a filmek beadási határidejéig általános vagy középfokú oktatási intézményben tanulók lehetnek. A filmek műfaji és időkorlátozás nélkül nevezhetőek.

## Díjazottak

### 2017
| Fődíj: Molvay Norbert – Ha nem segít a mindenható     |              |                                                                          |                                                                     |
| Felnőtt szekció                                       |              |                                                                          |                                                                     |
| Zsűri: Sára Sándor, Rófusz Ferenc, Ternovszky Béla    |              |                                                                          |                                                                     |
| Kategóriák                                            | helyezések   | díjazott filmek                                                          | rendezők                                                            |
| Ismeretterjesztő természetfilm                        | 1. helyezett | Élmények (b)irodalma - Fűzfa Balázs és az élményközpontú irodalomtanítás | Boros Ferenc, Horváth Zoltán                                        |
| Ismeretterjesztő természetfilm                        | 2. helyezett | Rostás Pál feltámadása                                                   | Margittai Gábor                                                     |
| Ismeretterjesztő természetfilm                        | 3. helyezett | Semmelweis arca                                                          | Kiss-Stefán Mónika                                                  |
| Animációs film                                        | 1. helyezett | Egér                                                                     | B. Nagy Ervin                                                       |
| Animációs film                                        | 2. helyezett | Kojot és a sápadtarcú                                                    | Gauder Áron                                                         |
| Animációs film                                        | 3. helyezett | Mimik                                                                    | Varga Petra                                                         |
| Dokumentumfilm                                        | 1. helyezett | Ha nem segít a Mindenható / If God Almighty Doesn't Help                 | Molvay Norbert                                                      |
| Dokumentumfilm                                        | 2. helyezett | Ének a fák tetejéből                                                     | Zsigmond Attila                                                     |
| Dokumentumfilm                                        | 3. helyezett | a szendiszűcs                                                            | Boros Ferenc, Horváth Zoltán                                        |
| Kis-játékfilm                                         | 1. helyezett | Donkey Xote                                                              | Bánovits Ottó                                                       |
| Kis-játékfilm                                         | 2. helyezett | Emberek és egerek                                                        | László Gábor                                                        |
| Kis-játékfilm                                         | 3. helyezett | Szürkület                                                                | Kemény Eszter                                                       |
| Nemzetközi film                                       | 1. helyezett | Shipyard Sculptor                                                        | Branko Istvancic                                                    |
| Nemzetközi film                                       | 2. helyezett | Itthon Vagy Otthon (At Home)                                             | Andrea Hagyanek                                                     |
| Nemzetközi film                                       | 3. helyezett | Paint Me in the Opera House                                              | Leaf Lieber                                                         |
| Egyéb                                                 | 1. helyezett | Nellys Lucky Number – Lanidiga                                           | Engelmann Péter                                                     |
| Egyéb                                                 | 2. helyezett | Szamár-sziget szellemkatonái könyvelőzetes                               | Margittai Gábor                                                     |
| Egyéb                                                 | 3. helyezett | A levél                                                                  | Chilton Flóra                                                       |
| Diák szekció                                          |              |                                                                          |                                                                     |
| Zsűri: Gyenes Zsolt, Kis-Marics Tamás, Odrobina Tamás |              |                                                                          |                                                                     |
| Kategóriák                                            | helyezések   | díjazott filmek                                                          | rendezők                                                            |
| Animáció                                              | 1. helyezett | Over the hills and far away                                              | Szremkó Bettina, Boja Szabolcs                                      |
| Animáció                                              | 2. helyezett | Johann útja                                                              | Bogár-Szabó András                                                  |
| Animáció                                              | 3. helyezett | Fish                                                                     | Kaparelisz Asterinos                                                |
| Dokumentumfilm                                        | 1. helyezett | 1956 - „Nem öltem”                                                       | Centgraf Milán                                                      |
| Dokumentumfilm                                        | 2. helyezett | A legfontosabb hogy összetartsunk                                        | Szakály László                                                      |
| Dokumentumfilm                                        | 3. helyezett | A boccia                                                                 | Bogdán Dániel                                                       |
| Egyéb                                                 | 1. helyezett | Lélekszakadva                                                            | Körtési András                                                      |
| Egyéb                                                 | 2. helyezett | Háromperces                                                              | Vandornyik Dóra                                                     |
| Egyéb                                                 | 3. helyezett | A Marson messze túl                                                      | Bogár-Szabó Mihály                                                  |
| Rövid játékfilm                                       | 1. helyezett | Minden a végső helyére kerül                                             | Zsigmond Géza                                                       |
| Rövid játékfilm                                       | 2. helyezett | Egyedül                                                                  | Kaposvári Kodály Zoltán Központi Általános Iskola média szakkörösei |
| Rövid játékfilm                                       | 3. helyezett | Szárnyak nélkül                                                          | Baranyi Fanni, Szebenyi Bence                                       |
| Videóklip                                             | 1. helyezett | IGIT - Million cigarettes                                                | Kovács Réka                                                         |
| Videóklip                                             | 2. helyezett | Ady Endre: A magyar Ugaron                                               | Takács Máté István                                                  |

### 2018
| Fődíj: Enyedi Ildikó – Testről és lélekről            |                   |                                                                                            |                                   |
| Felnőtt szekció                                       |                   |                                                                                            |                                   |
| Zsűri: Rófusz Ferenc, Koltai Róbert, Halmy György     |                   |                                                                                            |                                   |
| Kategóriák                                            | helyezések        | díjazott filmek                                                                            | rendezők                          |
| Ismeretterjesztő természetfilm                        | 1. helyezett      | „Egy barázdát én is hagytam”                                                               | Boros Ferenc, Horváth Zoltán      |
| Ismeretterjesztő természetfilm                        | 2. helyezett      | „Nyilas Misi” egy napja                                                                    | Cséke Zsolt                       |
| Ismeretterjesztő természetfilm                        | 3. helyezett      | GUPVI lágerek foglyai 1. rész                                                              | Rozsnyai Ilona                    |
| Animációs film                                        | 1. helyezett      | Cigánymesék / Hogyan lett az ember?                                                        | Horváth Mária                     |
| Animációs film                                        | 2. helyezett      | A kozmosz nagykövetei                                                                      | Klingl Béla                       |
| Animációs film                                        | 3. helyezett      | Luther Márton élete / Szerelem és halál                                                    | Richly Zsolt                      |
| Dokumentumfilm                                        | 1. helyezett      | Ballada egy szolgafiú emlékére                                                             | Moharos Attila                    |
| Dokumentumfilm                                        | 2. helyezett      | A sándorgyuri                                                                              | Kocsis Tibor                      |
| Dokumentumfilm                                        | 3. helyezett      | Meghalni Ukrajnáért                                                                        | Csarnai Attila                    |
| Kis-játékfilm                                         | 1. helyezett      | Bújócska                                                                                   | Baranyi Gábor Benő                |
| Kis-játékfilm                                         | 2. helyezett      | A KOCKAEMBER                                                                               | Dombrovszky Linda                 |
| Kis-játékfilm                                         | 3. helyezett      | Negyven év                                                                                 | Gyimesi Anna                      |
| Nagyjátékfilm                                         | 1. helyezett      | Brazilok                                                                                   | M. Kiss Csaba és Rohonyi Gábor    |
| Nagyjátékfilm                                         | 2. helyezett      | Parázs a szívnek                                                                           | Vámos Zoltán                      |
| Nagyjátékfilm                                         | 3. helyezett      | A sátán fattya                                                                             | Zsigmond Dezső                    |
| Egyéb                                                 | 1. helyezett      | AZORI                                                                                      | Poroszka Magyar Zsolt             |
| Egyéb                                                 | 2. helyezett      | Hurdy-Gang: Kuruc esküvő                                                                   | Gundy Kristóf, Ifj. Szerényi Béla |
| Egyéb                                                 | 3. helyezett      | Szegedi Újszülött Életmentő Szolgálat Alapítvány – szpot                                   | Balla Gábor                       |
| Diák szekció                                          |                   |                                                                                            |                                   |
| Zsűri: Gyenes Zsolt, Kis-Marics Tamás, Odrobina Tamás |                   |                                                                                            |                                   |
|                                                       | helyezések        | díjazott filmek                                                                            | rendezők                          |
| 1. helyezett                                          | '56 gyerekszemmel | Ragó Sára, Szabó Benedek, Szilágyi Bálint, Szilágyi Péter (Szentendrei Ferences Gimnázium) |                                   |
| 2. helyezett                                          | Ébren             | Nguyen Laura, Urbantsok Tímea (Eötvös József Gimnázium)                                    |                                   |
| 3. helyezett                                          | A tapasz          | Bogdán Dániel és a 12.a (Mozgásjavító)                                                     |                                   |
| A II. Hét Domb Filmfesztivál zsűri különdíjai         |                   |                                                                                            |                                   |
| Díj                                                   | Díj               | díjazott filmek                                                                            | rendezők                          |
| Animáció                                              | Animáció          | Istók                                                                                      | Tóth Roland                       |
| Ötlet díj                                             | Ötlet díj         | Párnaarc                                                                                   | Vácz Péter                        |
| Operatőri díj                                         | Operatőri díj     | Vadásztársak                                                                               | Géczy Dávid és Tiszeker Dániel    |
| Operatőri díj                                         | Operatőri díj     | Kelet és nyugat                                                                            | Keresztúri Ferenc                 |
| Szerkesztői díj                                       | Szerkesztői díj   | Szabadulás nélkül                                                                          | Katona Szabolcs                   |
| Szerkesztői díj                                       | Szerkesztői díj   | Lekvár                                                                                     | Zsigmond Attila                   |
| Szerkesztői díj                                       | Szerkesztői díj   | DOX                                                                                        | Körtési András                    |
| Emlékőrző díj                                         | Emlékőrző díj     | Hová tűnt Mocsáry őrnagy?                                                                  | Szuchy Zsuzsanna                  |
| Emlékőrző díj                                         | Emlékőrző díj     | Be nem gyógyult sebek                                                                      | Osgyáni Gábor                     |
| Emlékőrző díj                                         | Emlékőrző díj     | Megszállottak                                                                              | Pozsgai Zsolt                     |

### 2019
| Fődíj: M. Tóth Géza – Matches                             |                           |                                                             |                                             |
| Felnőtt szekció                                           |                           |                                                             |                                             |
| Zsűri: Ternovszky Béla, Reviczky Gábor, Thuróczy Szabolcs |                           |                                                             |                                             |
| Kategóriák                                                | helyezések                | díjazott filmek                                             | rendezők                                    |
| Ismeretterjesztő- és természetfilm                        | 1. helyezett              | Vad Balaton                                                 | Mosonyi Szabolcs                            |
| Ismeretterjesztő- és természetfilm                        | 2. helyezett              | Szabó Magda világsikere                                     | Papp Gábor Zsigmond                         |
| Ismeretterjesztő- és természetfilm                        | 3. helyezett              | A fehér szarvas                                             | Török Zoltán, társrendező: Hargittai László |
| Rajz- és animációs film                                   | 1. helyezett              | Kippkopp a hóban                                            | Fabók Szilvia, Tama Mikori                  |
| Rajz- és animációs film                                   | 2. helyezett              | Az utolsó vacsora                                           | Rófusz Ferenc                               |
| Rajz- és animációs film                                   | 3. helyezett              | Bela                                                        | Tóth Roland                                 |
| Dokumentumfilm                                            | 1. helyezett              | Könnyű leckék                                               | Zurbó Dorottya                              |
| Dokumentumfilm                                            | 2. helyezett              | A mi Kodályunk                                              | Petrovics Eszter                            |
| Dokumentumfilm                                            | 3. helyezett              | Piedone nyomában                                            | Király Levente                              |
| Kis-játékfilm                                             | 1. helyezett              | Susotázs                                                    | Tóth Barnabás                               |
| Kis-játékfilm                                             | 2. helyezett              | Szokásjog                                                   | Füzes Dániel                                |
| Kis-játékfilm                                             | 3. helyezett              | Szerepzavar                                                 | Szirmai Márton                              |
| Nagyjátékfilm                                             | 1. helyezett              | CURTIZ - A magyar, aki felforgatta Hollywoodot              | Topolánszky Tamás Yvan                      |
| Nagyjátékfilm                                             | 2. helyezett              | Örök tél                                                    | Szász Attila                                |
| Nagyjátékfilm                                             | 3. helyezett              | Virágvölgy                                                  | Csuja László                                |
| Egyéb                                                     | 1. helyezett              | 2018 BRB Nature and Hunting Films promóciós videó, rendező: | Budavári Roland Barnabás                    |
| Egyéb                                                     | 2. helyezett              | FightinGravity                                              | Ferencz Péter                               |
| Egyéb                                                     | 3. helyezett              | Arany Timi - Tökéletes verzió – videóklip                   | Gundy Kristóf                               |
| Diák szekció                                              |                           |                                                             |                                             |
| Zsűri: Dr. Gyenes Zsolt, Kis-Marics Tamás, Odrobina Tamás |                           |                                                             |                                             |
|                                                           | helyezések                | díjazott filmek                                             | rendezők                                    |
| 1. helyezett                                              | Székely Éva megmenekülése | Bartúcz Anna                                                |                                             |
| 2. helyezett                                              | Házsongárdi séta          | Kolozsvár Filmműhely (szakmai vezető: Csibi László)         |                                             |
| 3. helyezett                                              | Majdnem eltoltam          | Lendvai Kristóf                                             |                                             |

### 2020
| Fődíj: Száraz Eszter – Emmi néni csodálatos élete         |                         |                                                 |                       |
| Közönségdíj: Kovács István – Az Ispotály                  |                         |                                                 |                       |
| Felnőtt szekció                                           |                         |                                                 |                       |
| Zsűri: Pokorny Lia, Rófusz Ferenc, Réz András             |                         |                                                 |                       |
| Kategóriák                                                | helyezések              | díjazott filmek                                 | rendezők              |
| Ismeretterjesztő- és természetfilm                        | 1. helyezett            | Vad erdők, vad bércek – A fantom nyomában       | Mosonyi Szabolcs      |
| Ismeretterjesztő- és természetfilm                        | 2. helyezett            | Egy év a méhesben                               | Poroszka Magyar Zsolt |
| Ismeretterjesztő- és természetfilm                        | 3. helyezett            | Útravaló (2. rész)                              | Cséke Zsolt           |
| Rajz- és animációs film                                   | 1. helyezett            | Otthon                                          | Rofusz Kinga          |
| Rajz- és animációs film                                   | 2. helyezett            | Cigánymesék / Zefír és Rebeka                   | Szoboszlay Eszter     |
| Rajz- és animációs film                                   | 3. helyezett            | Világzabáló és a visszacsinálók                 | Cakó Ferenc           |
| Dokumentumfilm                                            | 1. helyezett            | Csak családról                                  | Kis Anna              |
| Dokumentumfilm                                            | 2. helyezett            | Kilenc hónap háború                             | Csuja László          |
| Dokumentumfilm                                            | 3. helyezett            | Gyökérkeresők                                   | Lukács Csaba          |
| Kis-játékfilm                                             | 1. helyezett            | Válaszúton                                      | Chilton Flóra         |
| Kis-játékfilm                                             | 2. helyezett            | Demencia kisfilmek                              | Gaál Ildikó           |
| Kis-játékfilm                                             | 3. helyezett            | Banality                                        | Simonyi Balázs        |
| Nagyjátékfilm                                             | 1. helyezett            | Pilátus                                         | Dombrovszky Linda     |
| Nagyjátékfilm                                             | 2. helyezett            | Akik maradtak                                   | Tóth Barnabás         |
| Nagyjátékfilm                                             | 3. helyezett            | A Pásztor                                       | Illés László          |
| Egyéb                                                     | 1. helyezett            | MITCH-MATCH sorozat második epizód              | M. Tóth Géza          |
| Egyéb                                                     | 2. helyezett            | Földek                                          | Körtési András        |
| Egyéb                                                     | 3. helyezett            | A Mezítelen Valóság                             | Kotány Bence          |
| Diák szekció                                              |                         |                                                 |                       |
| Zsűri: Dr. Gyenes Zsolt, Kis-Marics Tamás, Odrobina Tamás |                         |                                                 |                       |
|                                                           | helyezések              | díjazott filmek                                 | rendezők              |
| 1. helyezett                                              | Grand Hotel Dunaszekcső | Rumann Gergő, Weissmann Eszter, Gyurin Veronika |                       |
| 2. helyezett                                              | FF                      | Radványi Róbert                                 |                       |
| 3. helyezett                                              | Címkék nélkül           | Peresztegi Hanna                                |                       |